# Adrapsa retiata
Adrapsa retiata är en fjärilsart som beskrevs av De Joannis 1930. Adrapsa retiata ingår i släktet Adrapsa och familjen nattflyn. Inga underarter finns listade i Catalogue of Life.